# ABN AMRO World Tennis Tournament 2011
ABN AMRO World Tennis Tournament 2011 — тенісний турнір, що проходив на кортах з твердим покриттям у місті Роттердам, Нідерланди з 7 лютого. Належав до категорії ATP World Tour 500, був турніром серії Rotterdam Open 2011 року.

## Фінальна частина

### Одиночний розряд
Робін Содерлінг —  Жо-Вілфрід Тсонга 6–3, 3–6, 6–3

### Парний розряд
Юрген Мельцер /  Філіпп Пецшнер —  Мікаель Льодра /  Ненад Зімоньїч[c] 6–4, 3–6, [10–5]